# Génome humain
Pour les articles homonymes, voir Génome humain (homonymie).

Chromosomes qui forment le caryotype humain

Le génome humain est le génome, soit au sens strict de l'espèce Homo sapiens (l'Homme moderne), soit au sens large d'une espèce humaine, c'est-à-dire du genre Homo (en 2024, H. sapiens, H. neanderthalensis et H. denisovensis).
Le génome d'Homo sapiens est l'ensemble des séquences d'acides nucléiques de son ADN, contenu dans les 23 paires de chromosomes des noyaux des cellules (le génome nucléaire) et dans une petite molécule d'ADN présente dans chaque mitochondrie (le génome mitochondrial).

## Histoire
Le premier séquençage de l'ADN complet d'un organisme est obtenu en 1977. Il s'agit du virus bactériophage φX174, qui comporte une seule molécule d'ADN simple-brin, circulaire, longue de 5 386 nucléotides et ne comportant que 11 gènes. L'ADN d'Homo sapiens est quant à lui constitué de l'ADN nucléaire porté par 23 paires de chromosomes et de l'ADN mitochondrial, au total des milliards de nucléotides et des milliers de gènes.

### Homo sapiens
Le séquençage de l'ADN humain actuel est l'objet du projet international Génome humain initié en 1985, lancé fin 1988 et achevé en avril 2003, qui identifie près de trois milliards de paires de nucléotides et plus de 20 000 gènes. Le génome publié en 2003, qui ne couvre encore que 85 % de l'ADN complet, est un génome composite, constitué à partir d'un petit nombre de donneurs anonymes. Les 2 851 330 913 paires de nucléotides couvrent environ 99 % de l'euchromatine, avec un taux d'erreur estimé à une base erronée sur 100 000. Parmi les 19 599 gènes identifiés, 2 188 étaient inconnus,. Un consortium international, le Genome Reference Consortium (en) (GRC) est institué en 2008 pour établir et mettre à jour régulièrement un génome de référence (en).
La rapidité du séquençage s'étant entretemps améliorée d'un facteur supérieur à 100, le projet Génome humain est suivi de nombreux autres visant à caractériser le génome de centaines de milliers d'individus : projet international 1 000 génomes en 2008, projet britannique 100 000 génomes en 2012, projet qatari de séquencer le génome des 350 000 citoyens de l'émirat en 2013, projet 100 000 génomes asiatiques en 2016.
Le génome complet féminin, c'est-à-dire à l'exception du chromosome Y, est séquencé en 2021, ; ce génome de référence, dénommé T2T-CHM13, répertorie 3,055 milliards de paires de bases. Le chromosome Y est entièrement séquencé en 2022 ; il est constitué d'environ 62,5 millions de paires de bases. En 2025, la version courante du génome de référence du GRC, dénommée GRCh38.p14 (Genome Reference Consortium Human Build 38 patch release 14), comporte 3 298 912 062 bases dont 3 137 300 923 sans interruption.
Un premier pangénome humain est publié en 2023, basé sur 47 génomes d'origines ethniques variées, avec un taux d'erreur estimé à moins de 1 %.

### Homo neanderthalensis
Une première esquisse de l'ADN de l'Homme de Néandertal est obtenue en 2010 à partir de trois individus, et 14 kilobases d'ADN néandertalien sont décryptées la même année à partir d'un autre fossile. Les résultats suggèrent l'existence d'événements d'hybridation avec des H. sapiens archaïques il y a environ 120 000 ans, et un héritage de gènes néandertaliens par les hommes modernes (surtout ceux d'origine eurasiatique).
En 2018 s'ajoute le génome de cinq nouveaux Néandertaliens ayant vécu il y a 39 000 à 47 000 ans, très semblable à celui des Néandertaliens tardifs déjà connus (pour une même situation géographique).

### Homo denisovensis
C'est le séquençage en 2010 de l'ADN mitochondrial d'une phalange d'auriculaire d'un humain juvénile de sexe féminin qui démontre que cet individu appartient à une espèce humaine encore inconnue, l'Homme de Denisova,. Son ADN nucléaire est séquencé la même année.
En 2024 est publié le génome d'un dénisovien vieux de 200 000 ans. C'est à ce jour le plus ancien génome humain à avoir été séquencé.

## Caractéristiques

### Homo sapiens
Comme chez tous les organismes à l'exception des plus simples et notamment chez les eucaryotes, le génome humain comprend des séquences d'ADN codant des protéines et divers types d'ADN non codant.
Au côté des gènes codant des protéines, l'ADN réputé non codant, très varié, comprend notamment une forte proportion d'introns et d'autres séquences d'ADN transcrit en ARN non traduit (ARN ribosomal, ARN de transfert, ribozymes, petits ARN nucléaires et différents types d'ARN régulateur). Il comprend également des promoteurs et des éléments régulateurs de gènes, de l'ADN jouant un rôle dans la structure et la réplication (régions d'attachement, télomères, centromères et origines de réplication) ainsi qu'un grand nombre d'éléments transposables, de l'ADN viral intégré, des pseudogènes et des séquences répétitives. On relativise désormais l'idée que la majeure partie de cet ADN est non fonctionnelle et constituerait de l'« ADN poubelle ». Des microprotéines sont produites et la compréhension du rôle de ce protéome sombre, notamment dans les cancers, est un enjeu de santé publique,.
Les différences entre individus humains portent sur environ 0,1 % du génome pour ce qui est des variants mononucléotidiques, 0,6 % si l'on considère aussi les indels. Elles sont bien moindres que celles qui différencient les humains de leurs proches parents actuels, les bonobos et les chimpanzés (environ 1,1 % de variants mononucléotidiques fixées (en), 4 % en incluant les indels).